# ساگارا تاکه‌تو
ساگارا تاکه‌تو (به ژاپنی: 相良 武任 Sagara Taketō)؛ ۱ ژانویهٔ ۱۴۹۸ – ۱ ژانویهٔ ۱۵۵۱) ملازم خاندان اوئوچی و سامورایی اهل ژاپن بود. در حادثه معبد تاینی توسط سوئه هاروکاتا همراه با ارباب خود اوئوچی یوشیتاکا کشته شد.